# Carlos Lapetra
Carlos Lapetra Coarasa (ur. 29 listopada 1938 w Saragossie, zm. 24 grudnia 1995 tamże) – hiszpański piłkarz występujący na pozycji napastnika.
Z zespołem Realu Saragossa dwukrotnie zdobył Copa del Generalísimo (1964, 1966) i raz Puchar Miast Targowych (1964). W 1963–1966 rozegrał 13 meczów i strzelił 1 gola w reprezentacja Hiszpanii. Wystąpił na Euro 1964, gdzie Hiszpania zdobyła mistrzostwo oraz na Mistrzostwach Świata 1966.